# Sorel Carradine

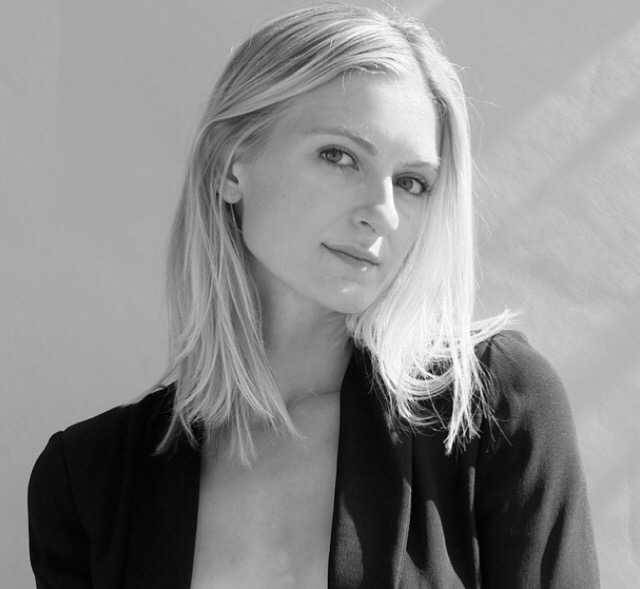
Sorel Carradine, 2016

Sorel Carradine (* 18. Juni 1985 in Los Angeles, Kalifornien) ist eine US-amerikanische Schauspielerin.

## Leben
Sorel Carradine gehört zur dritten Generation der Schauspielfamilie der Carradine. Sie ist die Enkelin von John Carradine und die Tochter von dessen zweitältestem Sohn Keith Carradine. Ihre Onkel väterlicherseits sind David und Robert Carradine. Ihre Mutter ist Sandra Will Carradine. Sorel Carradine ist verheiratet mit dem Regisseur Paul Kowalski.
Carradine machte einen Bachelorabschluss in Fine Arts an der USC School of Dramatic Arts. 2005 trat sie mit 20 Jahren erstmals in Complete Savages vor die Kamera. Es folgten mehr als ein Dutzend weitere Film- und Fernsehproduktionen, an den sie mitwirkte.

## Filmografie
- 2005: Complete Savages (Fernsehserie)
- 2008: Saving Grace (Fernsehserie)
- 2009: Merrime.com (Fernsehserie)
- 2011: The Good Doctor
- 2012: Southland (Fernsehserie)
- 2012: Nesting
- 2013: The Happy Sad
- 2014: HelLa (Fernsehserie)
- 2014: Stay Then Go
- 2015: This Is Why We’re Single (Fernsehserie)
- 2016: Gefesselt: Wake in Fear (All I Need)
- 2016: Broken Links
- 2017: Marvel’s Runaways (Fernsehserie)
- 2020: Paper Tiger